# 2017 en Guinée
2015 en Guinée - 2016 en Guinée - 2017 en Guinée - 2018 en Guinée - 2019 en Guinée
 2015 par pays en Afrique - 2016 par pays en Afrique - 2017 par pays en Afrique - 2018 par pays en Afrique - 2019 par pays en Afrique 

## Chronologie

### Janvier
- 30 janvier : Alpha Condé élu Présidents de l'Union africaine